# Koreničani
Koreničani is een plaats in de gemeente Đulovac in de Kroatische provincie Bjelovar-Bilogora. De plaats telt 317 inwoners (2001).